# Edward Kiliński
Edward Antoni Kiliński (ur. 6 czerwca 1899 w Warszawie, zm. 23 czerwca 1931 w Caracas w Wenezueli) – geolog.

## Życiorys
Był prawnukiem szewca Jana Kilińskiego, przywódcy insurekcji warszawskiej 1794 roku. Na Columbia University studiował geologię (uzyskując doktorat) oraz górnictwo; po ukończeniu studiów uczestniczył w badaniach geologicznych w Kanadzie i Meksyku. Następnie w Gujanie holenderskiej (obecnie Surinam) i Wenezueli brał udział w eksploracji złóż ropy naftowej.
Zmarł niespodziewanie 23 czerwca 1931 r. w Caracas, nie pozostawiwszy potomstwa.